# Gopło
Gopło – jezioro w Polsce, położone w województwie kujawsko-pomorskim i wielkopolskim, w powiecie inowrocławskim, mogileńskim, radziejowskim i konińskim, w granicach administracyjnych Kruszwicy, gminy miejsko-wiejskiej Kruszwica, gminy Jeziora Wielkie, gminy miejsko-wiejskiej Piotrków Kujawski i gminy Skulsk.
Gopło jest największym naturalnym zbiornikiem wodnym województwa kujawsko-pomorskiego i historycznych Kujaw, będąc jedenastym co do wielkości jeziorem w Polsce.

## Charakterystyka
Według regionalizacji fizycznogeograficznej Polski Gopło położone jest na obszarze Pojezierza Żnińsko-Mogileńskiego.
Przez jezioro przepływa Noteć. Jest ono połączone Kanałem Ślesińskim z Wartą. Natomiast Noteć zapewnia połączenie wodne z Wisłą i Odrą. 
Jest to jezioro rynnowe, pochodzenia polodowcowego, o południkowym przebiegu i rozwidlonym południowym końcu. Linia brzegowa jest niska, urozmaicona, z licznymi zatokami i półwyspami, w niektórych miejscach brzegi zabagnione; liczne są też wyspy. Nad Gopłem znajduje się rezerwat ornitologiczny. Jezioro zamieszkuje sum europejski – największa słodkowodna ryba Europy. Nazwa jeziora wiązana jest ze słowiańskim plemieniem Goplan oraz z legendami o Popielu i Goplanie.
Gopło wraz z przylegającym obszarem tworzy obszar Nadgopla (Ostoi Nadgoplańskiej). Najważniejszym elementem przyrodniczym obszaru jest Gopło, które wraz z przepływającą przez nie Notecią stanowi główny system hydrologiczny. Bardzo dobrze rozwinięta linia brzegowa, liczne wysepki oraz płaskie brzegi sprzyjają rozwojowi szuwarów i wilgotnych łąk. Szeroka strefa szuwarów i łąk – zwłaszcza kalcyfilnych – oraz resztki wilgotnych lasów łęgowych są najcenniejszym elementem szaty roślinnej północnego Nadgopla. W tej części obszaru w strukturze użytkowania dominują grunty orne i łąki, a lasy zajmują niewielką powierzchnię. W części południowej rzeźba terenu jest o wiele bardziej urozmaicona. Jest tam więcej lasów, porastających wydmowe obszary Gopła. Ostoja obejmuje obszar, na którym zachowało się wiele cennych zabytków z czasów istnienia organizacji plemiennej Goplan oraz z okresu sztuki romańskiej.

## Dane morfometryczne
Powierzchnia zwierciadła wody według różnych źródeł wynosi od 2121,5 ha do 2154,5 ha.
Zwierciadło wody położone jest na wysokości 76,8-77,2 m n.p.m. lub 76,9 m n.p.m. Średnia głębokość jeziora wynosi 3,6 m lub 4,7 m, natomiast głębokość maksymalna jeziora to 16,6 m.
W oparciu o badania przeprowadzone w 2002 roku wody jeziora zaliczono do wód pozaklasowych i III kategorii podatności na degradację. W roku 1985 wody jeziora również zaliczono do wód pozaklasowych.

## Status ochronny
Gopło znajduje się w sercu rezerwatu przyrody Nadgoplański Park Tysiąclecia (12 638,8 ha), częściowo na terenie parku krajobrazowego oraz Goplańsko-Kujawskiego obszaru chronionego. Nadgople chronione jest programem Natura 2000 (Ostoja Nadgoplańska, kod:PLB040004), a samo jezioro wpisane zostało do listy obszarów Natura 2000 mających szczególne znaczenie dla Wspólnoty (kod:PLH040007).

## Struktura własności
Jezioro jest głównie własnością Skarbu Państwa: jezioro pozostaje w zarządzie gospodarstwa rybackiego w Kruszwicy, zaś lasy nadgoplańskie w zarządzie RDLP.

## Pozostałe informacje
- W styczniu 2011 poziom wody w Gople został przekroczony o ponad metr, doszło wtedy do podtopienia miejscowości Ostrówek, zalania Półwyspu Rzępowskiego i kilku kruszwickich ulic.
- Historycznie poziom wód Gopła był wyższy, w wyniku czego jezioro rozpościerało się 6 kilometrów dalej na północ i tyle samo w kierunku południowym[9].
- Po jeziorze pływa od 1971 roku statek wycieczkowy „Rusałka”, dawny szczeciński tramwaj wodny „Margitka”[10].